# Rodrigo Battaglia
Rodrigo Andrés Battaglia (Morón, 12 de julho de 1991) é um futebolista argentino que atua como volante ou zagueiro. Atualmente defende o Boca Juniors.

## Carreira

### Huracán e Racing
Nascido e criado na Argentina, Rodrigo Battaglia é descendente de italianos. Ele passou um tempo nas categorias de base do Vélez Sársfield e Almagro antes de ingressar no Huracán. Ele fez sua estreia profissional aos 19 anos em uma derrota por 3–0 para o Racing na Primera División em 3 de outubro de 2010. Seu primeiro gol pelo clube veio em 26 de março de 2011, em uma vitória por 2–0 contra o Gimnasia y Esgrima.
Battaglia se transferiu em 2013 para o Racing Club, fazendo sua estreia em 13 de Agosto de 2013 na derrota de 2-1 contra o Lanús na Copa Sul-Americana.[carece de fontes?]

### Braga
Em janeiro de 2014, Battaglia ingressou no Braga, de Portugal, jogando 26 partidas pelo clube com períodos de empréstimo no meio em outros times da Primeira Liga, Moreirense e Chaves, e em seu clube do país natal Rosario Central.

### Sporting
Em junho de 2017, Battaglia foi contratado pelo Sporting por cinco anos e fica com uma cláusula de venda de 60 milhões de euros (cerca de 219 milhões de reais).
Fez sua estreia pelos Verdes e Brancos em um empate de 0-0 contra o Steaua Bucareste nas partidas de qualificações para a fase de grupos da Liga dos Campeões da UEFA.[carece de fontes?]
Em 15 de maio de 2018, Battaglia e vários de seus companheiros de equipe, incluindo treinadores, ficaram feridos após um ataque de cerca de 50 torcedores do Sporting no campo de treinamento do clube, depois que o time terminou em terceiro no campeonato e perdeu a qualificação para a Liga dos Campeões da UEFA. Apesar do ataque, ele e o resto da equipe concordaram em jogar a final da Taça de Portugal marcada para o fim de semana seguinte, que perderam para o Aves.

#### Empréstimos ao Alavés e Mallorca
Em 27 de agosto de 2020, foi emprestado ao Deportivo Alavés, reforçando os Babazorros para uma temporada 2020–21 mais 'tranquila'. Battaglia acabou fazendo 35 aparições,[carece de fontes?] marcando seu único gol em uma vitória de 1–0 contra o Huesca na La Liga.
No dia 12 de agosto de 2021, o jogador juntou-se ao Mallorca por um empréstimo de uma temporada. Em sua temporada pelos Barralets, o argentino realizou um total de 31 partidas, sendo 26 na La Liga e cinco na Copa do Rei, mas não marcou nenhum gol.[carece de fontes?]

### Mallorca
Em 29 de julho de 2022, ele se juntou ao Mallorca permanentemente, assinando um contrato de dois anos. O jogador atuou em 18 partidas na temporada 2022–23, sendo 15 pela La Liga e três pela Copa do Rei. Também não balançou as redes.[carece de fontes?]

### Atlético Mineiro

#### 2023
Battaglia foi anunciado como reforço do Atlético Mineiro no dia 1 de abril de 2023, assinando contrato até dezembro de 2024. Realizou sua estreia pelo Galo oito dias depois de ser apresentado, entrando aos 5 minutos do segundo tempo no lugar de Igor Gomes, contra o América, pelo título do Campeonato Mineiro. O jogo foi vitória para o lado alvinegro por 2–0, fazendo com que o Atlético se tornasse tetracampeão do campeonato.
Terminou a temporada de 2023 marcando um gol e uma assistência em 34 aparições pelo Atlético.[carece de fontes?] Teve papel importante na defesa atleticana, se tornando um pilar do sistema defensivo desde que se tornou titular e capitão da equipe de Felipão. Battaglia se tornou um jogador fundamental ao esquema tático de Scolari por conta de sua contribuição defensiva, estando presente em todas as zonas do meio campo dando combate e distribuindo o jogo para o setor de criação.
Em 30 de novembro de 2023, tendo uma importância gigante na defesa na temporada do Atlético, teve seu contrato renovado com o clube até Dezembro de 2025.

##### 2024
Na temporada de 2024, atuando de zagueiro ou volante, continuou tendo importância para o sistema defensivo do Galo, fazendo com que o clube chegasse à final da Copa Libertadores da América. Um de seus gols foi importante para a campanha alvinegra rumo à final. Ele foi marcado contra o San Lorenzo, no jogo de volta das oitavas de final da competição, fazendo com que o jogo ficasse 1–0 (2–1 no agregado) para o Atlético e classificando-os às quartas de finais.
Na final da Libertadores, contra o Botafogo, tomou um cartão amarelo aos 29 minutos do 1º tempo e foi titular a partida inteira, mas não conseguiu fazer com que fosse campeão, pois mesmo com o Atlético protagonizando o jogo, o Fogão conseguiu marcar três gols na partida, deixando 3–1 na partida. Battaglia pediu desculpas à torcida atleticana após a partida:
| “                                          | Não tenho muitas palavras, é um dia duríssimo. Lutamos até o final, mas não conseguimos. Tivemos chances claras no segundo tempo, mas não convertemos. Muito duro. | ” |
| — Battaglia, em entrevista para a CONMEBOL | |   |

Como um dos principais nomes da campanha do Atlético-MG, Battaglia foi adicionado à Seleção da Copa da Libertadores da América de 2024. O jogador terminou a temporada com 56 aparições e quatro gols marcados, na temporada mais goleadora de sua carreira.[carece de fontes?]
Rodrigo Battaglia tinha contrato somente até o final de 2024. Ele deixa o Galo com 90 jogos, cinco gols e uma assistência. O argentino conquistou duas edições do Mineiro.[carece de fontes?]

### Boca Juniors
No dia 21 de janeiro de 2025, Battaglia foi anunciado pelo Boca Juniors novo reforço do clube. O zagueiro argentino foi negociado por cerca de 1 milhão de dólares (R$ 6 milhões).

## Seleção Nacional
Em maio de 2018, Rodrigo Battaglia foi nomeado para a convocação preliminar de 35 jogadores da Argentina para a Copa do Mundo de 2018 realizada na Rússia. No entanto, o volante não foi incluído na seleção final de 23 jogadores selecionada pelo técnico Jorge Sampaoli.
Em 11 de setembro de 2018, Battaglia fez sua estreia na Seleção em um amistoso contra a Colômbia que terminou empatado em 0–0.

## Títulos
Sporting
- Taça da Liga: 2017–18 e 2018–19[carece de fontes?]

Atlético Mineiro
- Campeonato Mineiro: 2023 e 2024[carece de fontes?]

### Prêmios Individuais
- Equipe Ideal da América (El País): 2024[25]